# 赤穂緞通
赤穂緞通（あこうだんつう）とは、兵庫県赤穂地域（赤穂市）で生産される敷物用の織物。

## 概要
1849年に、赤穂地域出身の児島なかによって考案された。地糸に綿の糸を結びつけていく手織りの屋外用の敷物として、明治7年に商品化され海外まで商品は広まったが、昭和に入り機械化に伴い増産した。
赤穂緞通は、佐賀県の鍋島緞通、大阪府の堺緞通と並んで日本三大緞通の一つとされているが、その最大の特徴は、文様を浮き立たせるために毛足の一つ一つを握りバサミで短く切り取る(摘み)技法にあったため、その殆どは京の高級料亭や茶屋などの畳敷き用の敷物として出荷され重用された。
平成に入り、途絶えかけていた技法の伝承と織り子の育成を目的に幾つかの団体が立ち上がり、地場産業としての貴重な伝統工芸品としてその地位が確立されてきている。